# Сафарло (Дманисский муниципалитет)
Сафарло (груз. საფარლო, азерб. Səfərli) — село в подчинении сельской административно-территориальной единицы Амамло, Дманисского муниципалитета, края Квемо-Картли республики Грузия с 99 %-ным азербайджанским населением. Находится в юго-восточной части Грузии, на территории исторической области Борчалы.

## История
Название села упоминается в исторических документах 1870 года, во время переписи населения региона. Среди местного населения распространено также второе название села - Лаклакашени (азерб. «Leyləkeşən»), которое можно встретить и на некоторых географических и топографических картах.

### Топоним
Топоним села Сафарло (азерб. «Səfərli») образован от слова Сафар (азерб. «Səfər»), что в переводе с азербайджанского языка на русский язык означает «Поездка» или «Путешествие».

## География
Село расположено на северном склоне горы Лок, около автомобильной дороги, ведущей в Армению, в 6 км к юго-востоку от районного центра Дманиси, на высоте 1070 метров от уровня моря.
Граничит с городом Дманиси, сёлами Ангревани, Мамишло, Амамло, Безакло, Сакире, Гора, Кули, Локджандари, Ткиспири, Гугути, Ваке, Далари, Джавахи, Тнуси, Бослеби, Каклиани, Гантиади, Шиндилиари, Цителсакдари, Патара-Дманиси, Мтисдзири, Земо-Орозмани, Квемо-Орозмани, Диди-Дманиси, Машавера, Вардисубани и Укангори Дманисского Муниципалитета.

## Население
По данным Государственного статистического комитета Грузии, согласно официальной переписи 2002 года, численность населения села Сафарло составляет 738 человек и на 99 % состоит из азербайджанцев.

## Экономика
Население в основном занимается овцеводством, скотоводством и овощеводством.

## Достопримечательности
- Средняя школа - построена в 1927 году.[7]

## Известные уроженцы
- Иса Омаров - профессор;[7]
- Сейфаддин Алиев - писатель.[7]

### Участники Великой Отечественной войны
Село Сафарло известно также своими уроженцами, участниками Великой Отечественной войны:
| - Али Ахмед оглы - участник ВОВ, погиб в декабре 1941 года. - Али Нурмамед оглы - участник ВОВ, погиб в декабре 1941 года. - Али Сулейман оглы - участник ВОВ, погиб в декабре 1944 года. - Али Юсуб оглы - участник ВОВ, погиб в декабре 1942 года. - Алиев Билат Гусейнович - участник ВОВ, погиб 16 мая 1943 года. - Алиев Меграш Муса оглы - участник ВОВ, погиб 13 февраля 1943 года. - Ахмедов Магомед - участник ВОВ, погиб в 29 декабря 1942 года. - Вали Нурмамед оглы - участник ВОВ, погиб в декабре 1941 года. - Гаджиев Абдулла - участник ВОВ, погиб в декабре 1941 года. - Гасан Наша Баладжа оглы - участник ВОВ, погиб в декабре 1941 года. - Дурсун Насиб оглы - участник ВОВ, погиб в декабре 1942 года. - Ислам Мамед оглы - участник ВОВ, погиб в декабре 1941 года. - Исмаил Алляз оглы - участник ВОВ, погиб в декабре 1942 года. - Исмаил Годжа оглы - участник ВОВ, погиб в декабре 1941 года. - Мамед Абдулла оглы - участник ВОВ, погиб в декабре 1942 года. |  | - Мамед Гасан оглы - участник ВОВ, погиб в декабре 1942 года. - Мамед Дашдамир оглы - участник ВОВ, погиб в декабре 1941 года. - Мамед Паша оглы - участник ВОВ, погиб в декабре 1943 года. - Мамедов Мурсель Мамедович - участник ВОВ, погиб 11 февраля 1944 года. - Махмуд Мамед оглы - участник ВОВ, погиб в декабре 1941 года. - Мехрали Муса оглы - участник ВОВ, погиб в декабре 1942 года. - Мирза Али оглы - участник ВОВ, погиб в декабре 1941 года. - Мурад Али оглы - участник ВОВ, погиб в декабре 1941 года. - Мустафаев Мустафа Махмуд оглы - участник ВОВ, погиб в декабре 1941 года. - Мустафа Сулейман оглы - участник ВОВ, погиб в декабре 1941 года. - Османов Осман Хыдыр оглы - участник ВОВ. - Сулейман Мамиш-оглы - участник ВОВ, погиб в декабре 1942 года. - Таза Али-Мамед оглы - участник ВОВ, погиб в декабре 1941 года. - Умбат Союн оглы - участник ВОВ, погиб в декабре 1941 года. - Шахмарданов Шамиль Али оглы - участник ВОВ, погиб 8 сентября 1943 года. - Ясин Наби оглы - участник ВОВ, погиб в декабре 1942 года. |